# Muerte de Rayshard Brooks
La muerte de Rayshard Brooks ocurrió el 12 de junio de 2020 en Atlanta, Georgia (Estados Unidos), como resultado del altercado con policías locales. El motivo del altercado fue que Brooks, un hombre afroestadounidense, se encontraba descansando en su automóvil y bloqueando un establecimiento de comida. Brooks, cuyo contenido de alcohol en la sangre se midió en un 35% más alto que el límite legal, se resistió al arresto y arrebató una pistola Taser mientras luchaba en el suelo con dos policías. Durante una persecución a pie, Brooks disparó la pistola láser a uno de los oficiales, quien luego disparó contra Brooks tres veces, golpeándolo dos veces en la espalda.
El vídeo del incidente fue ampliamente difundido y visto en internet. La jefa de policía de Atlanta, Erika Shields, renunció al día siguiente y dijo que quería ayudar a reconstruir la confianza en la comunidad. Más tarde, los manifestantes incendiaron el restaurante fuera del cual se había producido el tiroteo.

## Antecedentes
Rayshard Brooks era un residente afroestadounidense de Atlanta de 27 años que trabajaba en un restaurante. Había estado casado ocho años y tenía tres hijas y un hijastro.

## Arresto y muerte

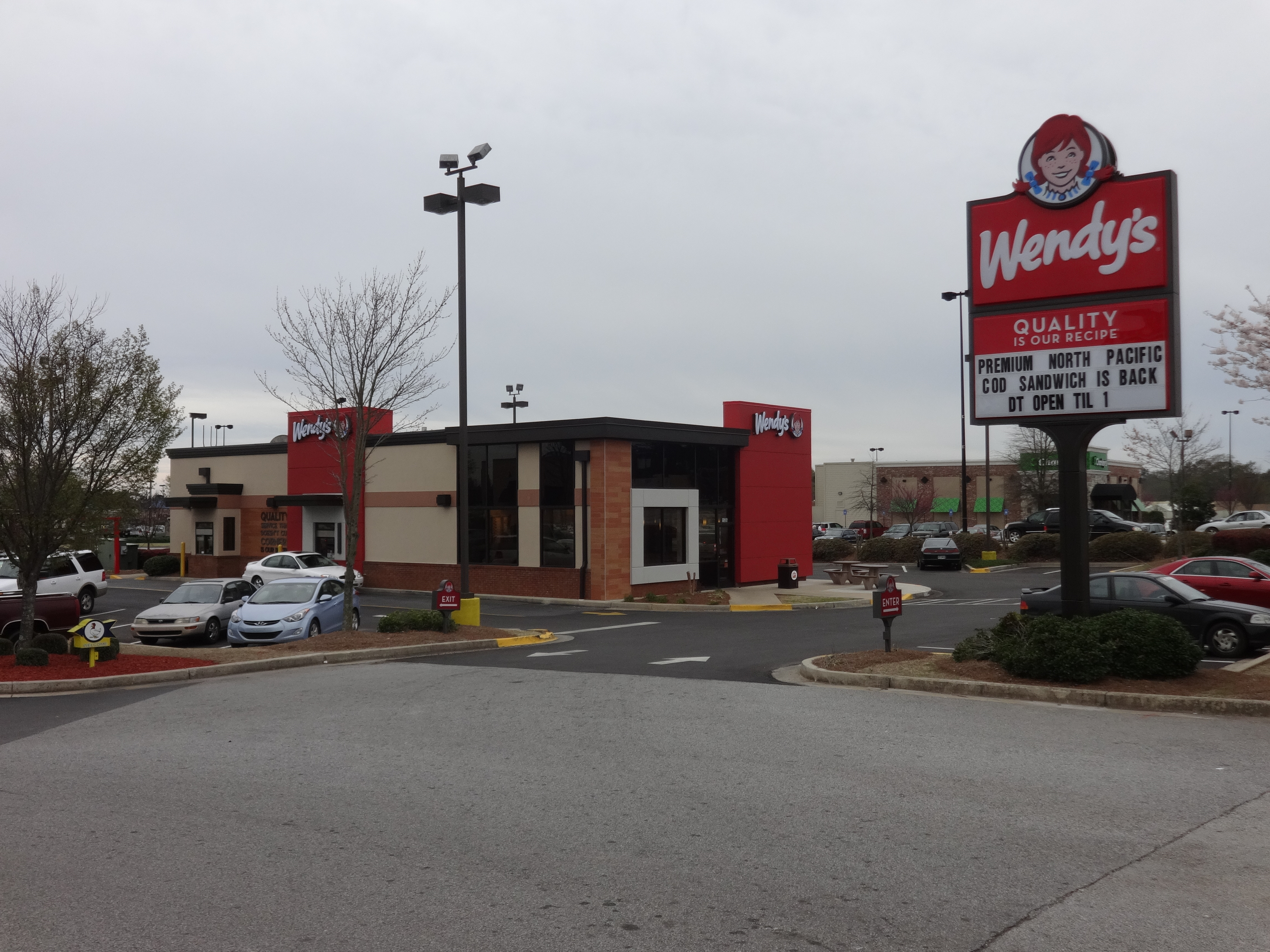
Un Wendy's en el condado de Spalding de Georgia, similar al del sur de Atlanta (también en Georgia) donde ocurrió el suceso.

Alrededor de las 10:30 p. m. de la fecha 12 de junio de 2020, el oficial del Departamento de Policía de Atlanta, Devin Brosnan, respondió a una queja del 911 sobre un hombre que dormía en un automóvil bloqueando un carril de comida rápida de Wendy's en el sur de Atlanta, Georgia. El oficial encontró a Rayshard Brooks en el auto y lo despertó. Después de ordenar a Brooks que estacionara su automóvil, Brosnan pidió refuerzos, y Garrett Rolfe, un oficial del equipo de trabajo de DUI del Equipo de Tráfico de Alta Intensidad del Departamento, respondió. Brooks dio respuestas inconsistentes a las preguntas de Rolfe y estaba desorientado en cuanto a dónde estaba. Rolfe administró una prueba de sobriedad de campo; una prueba de alcoholímetro midió el nivel de alcohol en sangre de Brooks como 0.108; El límite legal de Georgia para conducir es 0.080.
Rolfe le dijo a Brooks que estaba demasiado incapacitado para operar un vehículo y le ordenó que se pusiera las manos detrás de la espalda para esposarlo. Brooks se separó, luchó en el suelo con los dos oficiales y golpeó a uno de ellos. Durante la lucha, un oficial dijo: "¡Te van a probar! Deja de pelear ... quita las armas Taser". Según la Oficina de Investigación de Georgia (GBI), informaron testigos (y vídeos muestran) que Brooks arrebató la pistola Taser de un oficial y se escapó mientras los oficiales lo perseguían. Luego, el vídeo muestra a Brooks girando hacia Rolfe mientras corre, apunta la pistola Taser en la dirección de Rolfe y dispara. (El New York Times, en un análisis de varios vídeos del encuentro, informó que "el destello del Taser sugiere que el Sr. Brooks no lo disparó con ninguna precisión real"). Rolfe sacó su arma de fuego y disparó tres veces en Brooks, golpeándolo dos veces en la espalda.
Ninguno de los oficiales brindó atención médica a Brooks hasta dos minutos después, cuando Rolfe desenrolló un vendaje. Cinco minutos después de que se dispararon los disparos, llegó una ambulancia y Brooks fue llevado al hospital, donde murió después de la cirugía. Se informó que uno de los oficiales, no mencionado específicamente, recibió atención médica.

## Investigación
Después de llevar a cabo una autopsia en Brooks, el médico forense dictaminó que su muerte fue un homicidio.
El Departamento de Policía de Atlanta le pidió a la Oficina de Investigación de Georgia (GBI por sus siglas en inglés) que investigara el tiroteo. El GBI entregará los resultados de su investigación a la oficina del Fiscal de Distrito del condado de Fulton. La Oficina del Fiscal de Distrito decidirá si los cargos penales contra cualquiera de los oficiales están justificados. La Oficina también está llevando a cabo su propia investigación independiente sin esperar los resultados de la investigación de GBI.  Este fue el 48.º "tiroteo involucrado por oficiales" investigado por el GBI en 2020, quince de los cuales fueron fatales.
Los dos oficiales involucrados fueron retirados del servicio, en espera de investigación. Rolfe se había entrenado el 9 de enero en el uso de la fuerza letal en la academia de policía del condado de DeKalb, y el 24 de abril tomó un curso de nueve horas sobre opciones de reducción de escala. Rolfe (con el Departamento desde 2013) fue despedido posteriormente, mientras que Brosnan (con el Departamento desde 2018) fue puesto en servicio administrativo. El 13 de junio, la jefa de policía de Atlanta, Erika Shields, renunció. El alcalde de Atlanta, Keisha Lance Bottoms, dijo que Shields renunció con la esperanza de que "la ciudad pueda avanzar con urgencia y [reconstruir] la confianza que tan desesperadamente se necesita en todas nuestras comunidades".

## Protestas
Manifestantes se reunieron en el lugar del tiroteo los días 12 y 13 de junio. El 13 de junio, los manifestantes incendiaron el restaurante afuera del cual le dispararon a Brooks, también incendiaron varios autos cercanos y rompieron la cámara de un reportero de televisión.